# Alejandro Felipe Flores
Alejandro Felipe Flores, (Villahermosa, 18 de diciembre de 1998) es un actor de televisión mexicano, conocido como Frijolito en la telenovela Amarte así de Telemundo de 2005, e integrante de la boyband Khalí.

## Biografía
Nació el 18 de diciembre de 1998 en Villahermosa, Tabasco. Su primera aparición como actor fue en 2003 en las telenovelas Amor real (Manuel Hilario Fuentes Guerra Peñalver y Beristain) y Pasión de gavilanes como Santiago. En 2004 interpretó a Ricardito en la película Voces inocentes de Luis Mandoki.
En 2005 saltó a la fama gracias a su papel protagonista en la telenovela Amarte así, Frijolito como Ignacio Lizárraga (Frijolito).
En 2007, interpretó a los gemelos Felipe y Duván Blanco en la telenovela La viuda de Blanco. Este mismo año, interpreta a Paco Darién en la telenovela Pasión también dirigida por Carla Estrada, quien lo descubrió como actor. En 2009 hace una participación especial en la telenovela mexicana Atrévete a soñar. En 2010 participó en la telenovela de Angelli Nesma Llena de amor en el papel de Javier, vive en la pensión de la tía de Marianela y padece de leucemia.
En 2011, vuelve a interpretar a Frijolito (el personaje que le dio la fama en 2005) en la telenovela Amar de nuevo, spin off de la telenovela Amarte así, Frijolito.
En 2016, interpretó a Juan Gabriel en su etapa de adolescencia, en la serie de su vida, "Hasta que te conocí" donde tuvo que representar momentos difíciles, como cuando Juan Gabriel tuvo que escapar de la casa correctiva donde vivía. Interpretó la canción del Palomo, primera que habría escrito Juan Gabriel.
En 2017 se integra al grupo Khalí, cuyo género es reguetón, y está integrado por Alex Flores, Emilio Romero y Tavo Villaurrel, el 29 de julio estrenaron su primer sencillo "ESA NOCHE"

## Telenovelas
- 2019 La Bandida - Benjamín Olmos (joven)
- 2016 Hasta que te conocí - Alberto Aguilera (13 años)
- 2014 La malquerida - Carlitos (1 episodio)
- 2013-2014 Por siempre mi amor - El borlas (niño)
- 2011-2012 Amar de nuevo - Frijolito
- 2010-2011 Llena de amor - Javi
- 2009-2010 Corazón Salvaje - Remigio García  [Niño]
- 2009-2010 Camaleones - Ulises Moran (niño)
- 2009-2010 Hasta que el dinero nos separe - Hijo de Edgar Marino (Actuación Especial)
- 2009-2010 Atrevete a soñar - Benjamín (Actuación Especial)
- 2007-2008 Pasión - Paco / Francisco Darién
- 2006-2007 La viuda de Blanco - Felipe Blanco Guardiola y Duván Blanco Guardiola
- 2005 Corazón partido - Piquin
- 2005 Amarte así - Ignacio "Frijolito" Reyes Lizárraga
- 2003 Amor real - Manuel Hilario "Manuelito" Fuentes Guerra Peñalver y Beristáin

## Series
- 2016 Hasta que te conocí Alberto Aguilera Valadez (13 años)
- 2008-2017 La rosa de Guadalupe Nando (El Niño) (2009), Miguel (El Primer Golpe) (2009), Artemio (Un Amigo Fiel) (2011), Daniel (Juego De Niños) (2012), Mariano (El Segundo Cielo) (2015), Esteban (La Amiga De Mi Novio) (2016), Max (Dos Hermanos) (2017)
- 2011-2018 Como dice el dicho Ismael, Gael, Gonzalo, Luis, Martín, Gabriel (Gabo), Gustavo (Gus) (Refranes y consejos todos son buenos)
- 2002-2005 Mujer, casos de la vida real Varios
- 2002  La Familia P.luche capítulo ahorros de Navidad

## Películas
- 2009 Cabeza de Buda Niño
- 2009 Secretos Luisito
- 2009 The Finding El descubrimiento Son/ Miguel
- 2008 La noche de Mateo Mateo
- 2004 Voces Inocentes Ricardito